# Winkelflanke
Die Winkelflanke ist ein Heroldsbild in der Heraldik.
Dargestellt wird eine Spitze an der rechten oder linken Wappenseite, die vom Schildrand zur Wappenmitte zeigt und die Spitzenhöhe die Breite einer gedachten Flanke (etwa 1/3 Schildbreite) nicht übersteigt. Die Basis der Spitze reicht vom oberen Eck bis zum Schildfuß. Die Beschreibung erfolgt unter Verwendung des Stichwortes und der Seitenbestimmung.